# Horden (Kent)
Horden – wieś w Anglii, w hrabstwie Kent, w dystrykcie Maidstone. Leży 16 km na południe od miasta Maidstone i 61 km na południowy wschód od centrum Londynu.